# Buthus egyptiensis
Buthus egyptiensis – gatunek skorpiona z rodziny Buthidae, zamieszkujący Egipt.

## Taksonomia
Gatunek ten opisany został w 2012 roku przez Wilsona R. Lourenço oraz Johna Leonarda Cloudsleya-Thompsona. Holotypem jest samica.

## Opis
Duży przedstawiciel rodzaju Buthus. Samica osiąga 85 mm długości ciała.  V segment zaodwłoku i telson żółtawo-pomarańczowe. Na II i III segmentach zaodwłoku 8 kompletnych żeberek (carinae) i 2 niepełne. I segment zaodwłoku u samic dłuższy niż szeroki. Ruchome palce (tarsus) nogogłaszczek z 10 ukośnymi, ząbkowanymi rzędami.

## Występowanie
Gatunek ten jest endemitem Egiptu, znanym wyłącznie z jednego stanowiska w północno-zachodniej części kraju.